# Каменное (Ивано-Франковская область)
Каме́нное (укр. Камінне) — село в Ивано-Франковской городской общине Ивано-Франковского района Ивано-Франковской области Украины.
Население по переписи 2001 года составляло 1107 человек. Занимает площадь 15.898 км². Почтовый индекс — 78411. Телефонный код — 03475.